# Dysphania kuhnii
Dysphania kuhnii är en fjärilsart som beskrevs av Arnold Pagenstecher 1886. Dysphania kuhnii ingår i släktet Dysphania och familjen mätare. Inga underarter finns listade i Catalogue of Life.